# Ulica Uniwersytecka we Wrocławiu
Ulica Uniwersytecka – jedna z ulic średniowiecznego Wrocławia, na Starym Mieście. Łączy dziś ul. Więzienną i ul. Garbary na zachodzie z ulicą Szewską, mierzy około 200 metrów. Przedłużeniem Uniwersyteckiej na wschód, poza Szewską jest pl. Nankiera.
Obecna nazwa ulicy, którą ulica nosi od 1824 roku, pochodzi od głównego budynku Uniwersytetu Wrocławskiego. Pierwotnie nazywana była Żydowską (niem. Judengasse) z racji lokalizacji pierwszej gminy żydowskiej funkcjonującej pod osłoną książąt piastowskich. Nazwę tę po raz pierwszy odnotowano w roku 1347. Starsze źródła lokowały synagogę u zbiegu z Kuźniczą. W 2023 w podziemiach Instytutu Historycznego UWr u zbiegu ulicy z ulicą Szewską 49 odkryto pozostałości synagogi zniszczonej w czasie pogromu w 1349 roku. Brama do synagogi prowadziła od strony obecnej ulicy Uniwersyteckiej.